# إيتوزولين
إيتوزولين Etozoline هو مدر عروي loop diuretic يستعمل في أوروبا وله الأسماء التجارية (Diulozin, Elkapin, Etopinil).